# アキハバラ発!ぷらてぃあ放送局
『アキハバラ発！ ぷらてぃあ放送局』（アキハバラはつ ぷらてぃあほうそうきょく）は、インターネットラジオ番組。ゲームソフト等の通販サイト「ぷらてぃあ」および「Game-Style」が配信していた。前身番組は『ゲスネラ』。主にアダルトゲームの情報を扱っていた。
ぷらてぃあの運営会社は名古屋市にあるが、この番組は番組名が示すように秋葉原駅からほど近いスタジオで録音していた。

## パーソナリティ
- まきいづみ
- 民安ともえ（第1回〜第40回）
- 宮沢ゆあな（第41回〜第69回）

他、インフォメーションのコーナーではぷらてぃあ広報担当が「ぷら太郎」「ぷら次郎」「ぷら美」など適当な変名で登場した。ほとんどの回数は「ぷら太郎」が担当していた。

### キャラクター
本番組の開始にあわせて、ぷらてぃあのマスコットキャラクターが設定された。絵・漫画はヤマ・びっこが担当。番組冒頭やCMでパーソナリティ2名がそれぞれ声をあてていた。キャラクターの名前はぷらてぃあの名称にちなんだもので、リスナーからの応募で決定した。
ティアラ
声：まきいづみ
ぷらてぃあアキハバラ支社長。わがままでトラブルメーカー。プラムを「ファッキューメイド」と呼んで当たり散らしている。
プラム
声：民安ともえ
ティアラのおつきのメイド。ティアラのことを「社長」と呼ぶように言われているが、つい「お嬢様」と呼んで怒りを買ってしまう。
第40回でメイド学校の教師になるため、イギリスへ旅立つ。
ライム
声：宮沢ゆあな
新たに配属されたティアラのおつきのメイド。関西出身、今まで大阪・日本橋のぷらてぃあ支社で働いていた事もあってか、関西弁を喋る。
なお、CD収録のドラマに登場するキャラクターにティアラのライバル役としてラティ（声：草柳順子）がいる。

## 配信日など
- 配信日：毎週木曜日更新
- 配信サイト：ぷらてぃあ
- 放送期間：2007年3月8日 - 2008年8月7日

フォーマットはMP3で、ダウンロードとPodcastの両方で配信されていた。ダウンロード版のほうがビットレートが高い。2008年（第41回放送）からストリーム配信のみとなり、放送時間も短縮された。

## コーナー
冒頭ドラマ
ティアラとプラムによるミニドラマ。リスナーからアイディアの募集もしていた。
ふつおた
普通のお便り。
ぷらてぃあインフォメーション
ぷらてぃあからの商品やキャンペーンの紹介。ゲストは参加しない。
メーカーさんいらっしゃい！
ゲームメーカーよりゲストを招き、新作ゲームを紹介する。ゲストは参加しない。コーナー名は新婚さんいらっしゃい!のもじり。
クイック・クイック・ドット・トーク
パーソナリティとゲストがリスナーから送られてくる早口言葉で対決するコーナー。第16回からは、ツンデレや妹などのキャラクターをつけるようになった。コーナー名はソニー損保の「クイッククイックドットコム (919919.com)」のもじり。
新商品開発部
新商品のアイディアを募集するコーナー。
まきいづみのオシオキ部屋
叱られたいリスナーからの投稿を募集し、まきがオシオキするコーナー。番外編としてスタッフや関係者がオシオキされることもあった。
ぷらてぃあ乙女心研究所
女の子を思わずキュンとさせてしまうような口説き文句を考えるコーナー。ゲストが「キュン」で点数を付けて評価する。
自分最強伝説
ここだけは誰にも負けないという自慢を発表するコーナー。
なお、ゲストが初登場の回では、パーソナリティがゲストの鞄を開けその中身を元にトークを繰り広げるのが定番となっていた。

### 過去のコーナー
ぷらてぃあ作文
お題に沿ってパーソナリティがあいうえお作文を行う。
ぷらてぃあ相談室
リスナーの悩みを相談するコーナー。
思い出のゲーム
リスナーの思い出のゲームについてテーマに沿って投稿を募集した。ここでは民安が進行を務め、自身がこれまでプレイしたゲームについて解説を行っていた。

## ゲスト
| 配信回 | 配信日         | ゲスト出演者 | 備考           |
| ------ | -------------- | ------------ | -------------- |
| 第3回  | 2007年3月22日  | 松永雪希     |                |
| 第4回  | 2007年3月29日  | 松永雪希     |                |
| 第5回  | 2007年4月5日   | 中家志穂     |                |
| 第6回  | 2007年4月12日  | 中家志穂     |                |
| 第7回  | 2007年4月19日  | 草柳順子     |                |
| 第8回  | 2007年4月26日  | 草柳順子     |                |
| 第9回  | 2007年5月10日  | 新堂真弓     |                |
| 第10回 | 2007年5月17日  | 新堂真弓     |                |
| 第11回 | 2007年5月24日  | みる         |                |
| 第12回 | 2007年5月31日  | みる         |                |
| 第13回 | 2007年6月7日   | Rita（理多） |                |
| 第14回 | 2007年6月14日  | Rita（理多） |                |
| 第15回 | 2007年6月21日  | かわしまりの |                |
| 第16回 | 2007年6月28日  | かわしまりの |                |
| 第17回 | 2007年7月5日   | 楠鈴音       |                |
| 第18回 | 2007年7月12日  | 楠鈴音       |                |
| 第19回 | 2007年7月19日  | 桜川未央     |                |
| 第20回 | 2007年7月26日  | 桜川未央     |                |
| 第21回 | 2007年8月2日   | 緒田マリ     |                |
| 第22回 | 2007年8月9日   | 緒田マリ     |                |
| 第23回 | 2007年8月23日  | 金田まひる   |                |
| 第24回 | 2007年8月30日  | 金田まひる   |                |
| 第25回 | 2007年9月6日   | 成瀬未亜     | コミケ公開録音 |
| 第26回 | 2007年9月13日  | 成瀬未亜     | コミケ公開録音 |
| 第27回 | 2007年9月20日  | 風音         |                |
| 第28回 | 2007年9月27日  | 風音         |                |
| 第29回 | 2007年10月4日  | 飯田空       |                |
| 第30回 | 2007年9月11日  | 飯田空       |                |
| 第31回 | 2007年10月18日 | 榎津まお     |                |
| 第32回 | 2007年10月25日 | 榎津まお     |                |
| 第33回 | 2007年11月1日  | 中瀬ひな     |                |
| 第34回 | 2007年11月8日  | 中瀬ひな     |                |
| 第35回 | 2007年11月15日 | 大波こなみ   |                |
| 第36回 | 2007年11月22日 | 大波こなみ   |                |
| 第37回 | 2007年12月6日  | 芹園みや     |                |
| 第38回 | 2007年12月13日 | 芹園みや     |                |
| 第43回 | 2008年1月24日  | 藤森ゆき奈   |                |
| 第44回 | 2008年1月31日  | 藤森ゆき奈   |                |
| 第45回 | 2008年2月7日   | 桜井美鈴     |                |
| 第46回 | 2008年2月14日  | 桜井美鈴     |                |
| 第47回 | 2008年2月21日  | 大野まりな   | コミケ公開録音 |
| 第48回 | 2008年2月28日  | 大野まりな   | コミケ公開録音 |
| 第49回 | 2008年3月6日   | 紫苑みやび   |                |
| 第50回 | 2008年3月13日  | 紫苑みやび   |                |
| 第51回 | 2008年3月19日  | 水瀬沙季     |                |
| 第52回 | 2008年3月27日  | 水瀬沙季     |                |
| 第53回 | 2008年4月3日   | 草柳順子     |                |
| 第54回 | 2008年4月10日  | 草柳順子     |                |
| 第55回 | 2008年4月17日  | Rita（理多） |                |
| 第56回 | 2008年4月24日  | Rita（理多） |                |
| 第57回 | 2008年5月8日   | 神村ひな     |                |
| 第58回 | 2008年5月15日  | 神村ひな     |                |
| 第59回 | 2008年5月22日  | 吉川華生     |                |
| 第60回 | 2008年5月29日  | 吉川華生     |                |
| 第61回 | 2008年6月5日   | 御苑生メイ   |                |
| 第62回 | 2008年6月12日  | 御苑生メイ   |                |
| 第63回 | 2008年6月19日  | 茶谷やすら   |                |
| 第64回 | 2008年6月26日  | 茶谷やすら   |                |
| 第67回 | 2008年7月17日  | 草柳順子     |                |
| 第68回 | 2008年7月24日  | 草柳順子     |                |

## 主な出来事
- 2007年2月14日 - 第1回配信に先立ち、第0回が配信される。
- 2007年3月8日 - 配信開始。
- 2007年7月5日 - この日から最新回のみの配信となる。それまでは最新回に加えて一つ前の回のバックナンバーも配信されていた。またこの日配信された第17回から、投稿が採用されたリスナー全員にぷらてぃあのポイントが100ポイント、ゲストが選んだ1名には2000ポイントが与えられるシステムとなる。第16回までは、投稿が採用されたリスナーのうち1名に1000ポイント与えられていた。
- 2007年8月19日 - コミックマーケット72最終日に、企業ブースにて公開録音が行われた。ゲストは成瀬未亜。
- 2007年12月27日 - 第40回の放送を以って民安ともえが番組から卒業。事前に知らされていなかったまきはぷら太郎をオシオキ部屋に連行し、打ち合わせとして肉の万世最上階でおごらせる事になる。
- 2007年12月31日 - コミックマーケット73最終日に、企業ブースにて公開録音が行われた。ゲストは大野まりな。この日の収録が民安ともえのぷらてぃあ放送局におけるパーソナリティとしての最後の仕事、また新パーソナリティ宮沢ゆあなの最初の仕事となった。
- 2008年放送分よりポッドキャスト非対応になり、放送時間も30分ほどに短縮された。

## 関連商品
アキハバラ発! ぷらてぃあ放送局 vol.1（2007年5月31日発売）
ドラマCD。プラムのキャラクターソングと新規録音ドラマ「ぷらてぃあ劇場」をCD-DAで、番組第1～8回をデータトラックで収録。発売当初はぷらてぃあ専売商品だった。
アキハバラ発! ぷらてぃあ放送局 vol.2（2007年7月31日発売）
ドラマCD。ティアラのキャラクターソングと新規録音ドラマ「ぷらてぃあ劇場」をCD-DAで、番組第9～16回をデータトラックで収録。発売当初はぷらてぃあ専売商品だった。
コミックマーケット72限定マキシシングル
企業ブースで販売された限定グッズセットに含まれているCD。パーソナリティー2名のデュエット曲やフリートークを収録。レーベル面にはパーソナリティーのどちらかの直筆サインが入っている。
アキハバラ発! ぷらてぃあ放送局 vol.3（2007年10月12日発売）
ドラマCD。ティアラとプラムのキャラクターソングと新規録音ドラマ「ぷらてぃあ劇場」をCD-DAで、番組第17〜24回をデータトラックで収録。
アキハバラ発! ぷらてぃあ放送局 vol.4（2007年12月29日発売）
ドラマCD。ラティのキャラクターソングと新規録音ドラマ「ぷらてぃあ劇場」をCD-DAで、番組第25〜32回をデータトラックで収録。
コミックマーケット限定版 ティアラ社長のシステムボイスCD
コミックマーケット73の販売特典CDとして先着500名に配布された。「ワンセグTV SEGNITY カスタマイズ用ボイス ティアラver.」および「PC用ティアラシステムボイス お試しver.」が収録されている。
アキハバラ発! ぷらてぃあ放送局 vol.5（2008年4月25日発売）
民安ともえと草柳順子をゲストに迎えた取り下ろしラジオCDと、番組第33〜40回が収録されたCDの二枚組。
アキハバラ発! ぷらてぃあ放送局 vol.6（2008年9月26日発売）
ライムのキャラクターソングおよび成瀬未亜をゲストに迎えた取り下ろし番組が収録されたCDと、番組第41〜69回が収録されたDVDの二枚組。